# Müschenbach
Müschenbach település Németországban, Rajna-vidék-Pfalz tartományban. Lakosainak száma 964 fő (2023. december 31.).

## Népesség
A település népességének változása:
| Lakosok száma | 925  | 969  | 992  | 966  | 969  | 964  |
|               | 1975 | 2017 | 2019 | 2021 | 2022 | 2023 |